# 西郷寅太郎
西郷 寅太郎（さいごう とらたろう、1866年8月21日（慶応2年7月12日） - 1919年（大正8年）1月1日）は、日本の華族、陸軍軍人。習志野俘虜収容所長・貴族院議員等を務める。階級・栄典は陸軍歩兵大佐従三位勲二等功五級侯爵。
陸軍大将西郷隆盛の嫡男で、母は糸子。妻は園田実徳の子・信子。西郷従道は叔父にあたる。庶兄の菊次郎は宜蘭支庁郡守、京都市長などを務める。

## 経歴・人物
薩摩国鹿児島城下上之園通町で出生するが、1877年（明治10年）の西南戦争で父隆盛が戦死する。隆盛は薩軍の首魁（しゅかい）として官位を褫奪され、一族は鹿児島で密かに暮らしていた。
1884年（明治17年）に吉井友実や勝海舟等の働き掛けが功を奏し、明治天皇の思召しからポツダム陸軍士官学校留学を命ぜられ、13年もの間ドイツで学び、その間プロイセン陸軍少尉となる。帰国後陸軍戸山学校射撃科を経て1892年（明治25年）陸軍少尉に任じられる。1902年（明治35年）6月3日父隆盛の維新の功により侯爵を授かり華族に列せられ、貴族院議員（侯爵議員）に就任する。隆盛は大日本帝国憲法発布の大赦で赦され、正三位が贈られた。
第一次世界大戦中の1914年（大正3年）11月11日東京俘虜収容所長に就任、1915年（大正4年）9月7日習志野俘虜収容所長に移る。1919年（大正8年）1月1日、全世界で大流行していたスペイン風邪による肺炎が元で在職中に薨去。同年1月5日特旨により従三位に叙せられる。

## 親族
- 父：西郷隆盛
- 母：糸子 - 薩摩藩家老・岩山八郎太の娘。弟に岩山敬義
- 異母兄：西郷菊次郎
- 異母姉：西郷菊草 - 大山誠之助（大山巌の兄）の妻
- 妻：ノブ（信子）- 園田実徳の娘。実徳の弟・武彦七の曾孫に武豊・武幸四郎がいる。
- 長男：西郷隆幸 - 夭折。
- 次男：西郷隆輝 - 家督を継ぐ
- 三男：西郷吉之助 - 隆輝の家督を継ぐ。吉之助は貴族院議員・参議院議員となり法務大臣を務める。
- 四男：西郷隆永
- 五男：波多野隆国 - 波多野二郎子爵の養子となる[2]。
- 六男：西郷隆明 - スターライト工業社長
- 七男：浜根隆正 - 尾道造船社長・浜根岸太郎（二代目）の養子となる。
- 長女：愛子
- 次女：敦子
- 三女：勝子
- 四女：光子 - 駒澤大学教授・獨協大学名誉教授・幣原道太郎（幣原喜重郎の長男）の妻[3]
- 孫：西郷吉太郎、西郷隆夫など
- 曾孫：西郷隆太郎など

## 栄典
位階
- 1894年（明治27年）5月30日 - 正八位[4]
- 1898年（明治31年）8月18日 - 正七位[5]
- 1902年（明治35年）6月20日 - 従五位[6]
- 1905年（明治38年）6月30日 - 正五位[7]
- 1909年（明治42年）7月10日 - 従四位[8]
- 1914年（大正3年）7月20日 - 正四位[9]
- 1919年（大正8年）1月2日 - 従三位[10]

勲章等
- 1895年（明治28年）12月20日 - 勲六等瑞宝章・功五級金鵄勲章[11]
- 1902年（明治35年）6月3日 - 侯爵[12]
- 1903年（明治36年）5月16日 - 勲五等瑞宝章[13]
- 1906年（明治39年）4月1日 - 勲四等旭日小綬章・明治三十七八年従軍記章[14]
- 1913年（大正2年）11月28日 - 勲三等瑞宝章[15]
- 1915年（大正4年）11月7日 - 旭日中綬章・大正三四年従軍記章[16]

## 備考
- 2023年（令和5年）、西郷菊次郎や西郷隆準らと洋行中の1885年に米国のワシントンで撮影された写真が発見された[17]。

西郷寅太郎の死亡日時には異説がある。墓碑（青山霊園）には、「大正８年１月４日没」と刻まれており、「東京朝日新聞」大正８年１月４日「習志野俘虜収容所長西郷大佐逝去」は３日に麻布市兵衛町の自邸で没したと伝えている。
また、陸軍省『欧受大日記』大正８年１月「西郷寅太郎薨去の件」（アジア歴史資料センター　レファレンスコードC03025001100）は、４日午前１１時死去としている。しかし、この中に綴られている「所長死去之件通牒」は１月２日に習志野俘虜収容所から陸軍省に送付された文書であるが、そこには「昨１日午前１１時本邸東京市麻布区市兵衛町ニ於テ死去」と書かれており、しかも「１日」を青鉛筆で消し「４日」と書き替えた形跡が残されている。
以上の資料から、西郷寅太郎の死亡は１月１日であり、それが何らかの理由で延ばされて３日として新聞発表され、さらに４日に延ばされた経緯がうかがえる。